# 젬피라 메프타해트디노바
젬피라 앨리 그즈 메프타해트디노바(아제르바이잔어: Zemfira Əli qızı Meftahətdinova, 러시아어: Земфи́ра Алиевна Мефтахетдинова 젬피라 알리예브나 멥타헤트디노바[*], 1963년 5월 28일~)는 아제르바이잔의 사격 선수로 주 종목은 스키트이다. 올림픽에 3회 출전하여 2000년 하계 올림픽 여자 스키트 종목에서 금메달을 획득했으며 2004년 하계 올림픽에서 여자 스키트 동메달을 획득했다. 또한 아제르바이잔 국적 선수로는 최초로 올림픽 금메달을 획득한 선수이며 아제르바이잔 여성 선수로는 최초로 올림픽 메달을 획득했다.
1986년부터 1991년까지 소련 사격 국가대표 선수, 1993년부터 2014년까지 아제르바이잔 사격 국가대표 선수로 활동했다. 은퇴 후인 2015년부터 아제르바이잔 내무부 스포츠국 국장을 맡고 있으며 2021년부터 아제르바이잔 국가 올림픽 위원회 부회장을 맡고 있다.

## 수상

### 훈장
- 쇠흐래트 훈장(2000년)
- 태래기 메달(1995년)
- "조국을 위하여" 메달(2018년)
- 아제르바이잔 민주공화국 100주년 기념 메달(2019년)